# Ramon Godó i Lallana
Ramon Godó i Lallana (castellà: Ramón Godó Lallana)  (Bilbao, 11 de maig de 1864 - Barcelona, 20 de setembre de 1931), primer comte de Godó, fou un empresari i polític català, fill de Carles Godó i Pié i nebot de Bartomeu Godó i Pié, fundadors del diari La Vanguardia.

## Biografia

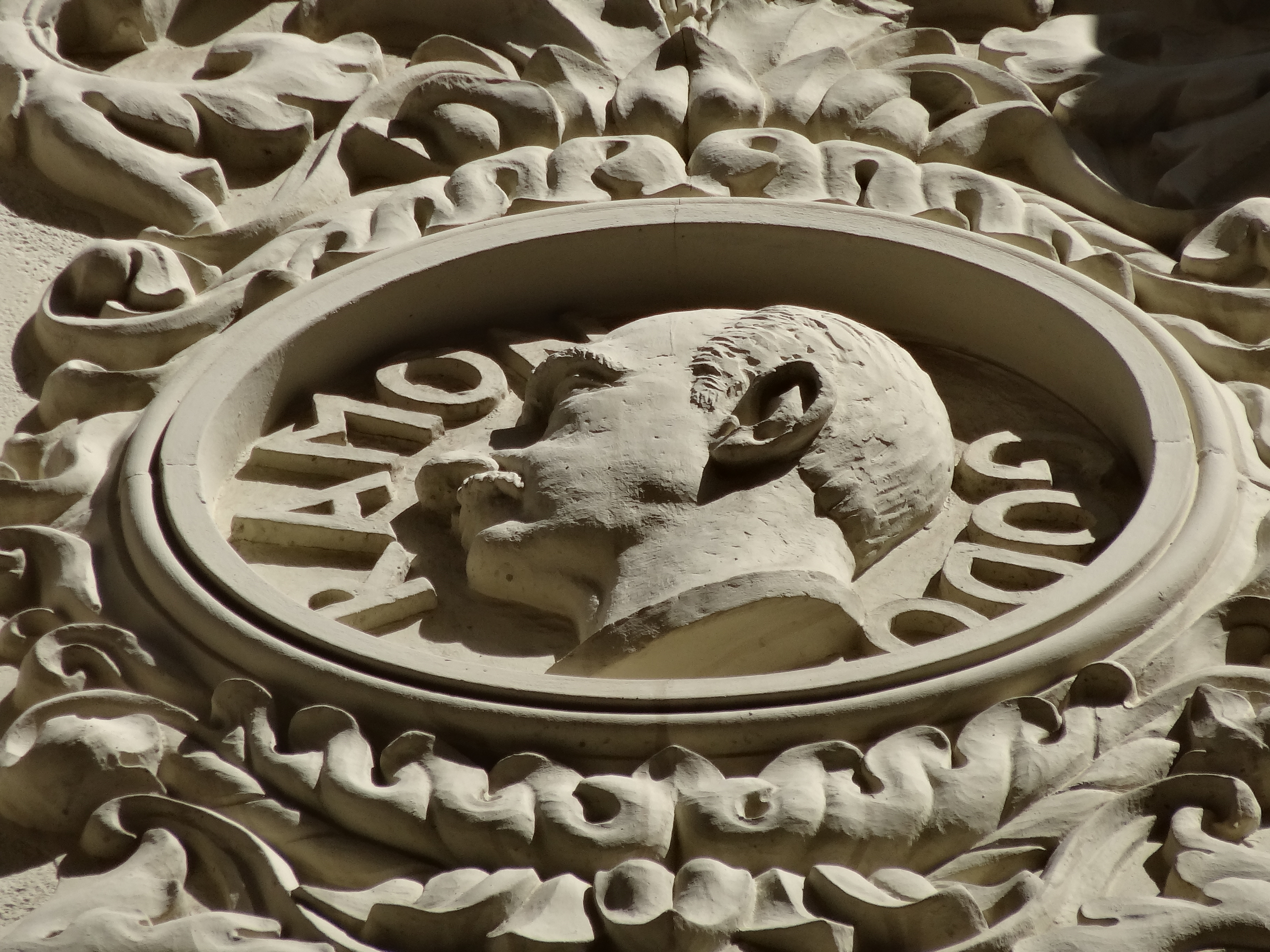
Medalló representant Ramon Godó al carrer Tallers 62, Barcelona

Ramón Godó nasqué l'any 1864 a Bilbao, fill de Carles Godó i Pié i Antonia Lallana, durant l'època en què el seu pare i el seu oncle gestionaven les delegacions comercials a Bilbao i Oviedo de l'empresa familiar dels Godó. Amb la crisi de la Tercera Guerra Carlina retornaren tots a Barcelona.
El seu pare morí l'any 1897 i ell es feu càrrec de la propietat del diari La Vanguardia. Ramón Godó va fundar l'any 1912 la Paperera Godó per trencar el monopoli imposat per "La Papelera Española" i així subministrar paper al seu diari. Va impulsar l'expansió i influència del diari, que va establir la seva seu al carrer Pelai de Barcelona.
Alhora, milità al Partit Liberal, amb el que fou elegit diputat pel districte d'Igualada a les eleccions generals espanyoles de 1899, 1901, 1903 i 1905. Fou el primer comte de Godó, títol que va rebre l'any 1916 de mans del rei Alfons XIII.
Ramon Godó Lallana era un home coix, amb un problema de sordesa i quasi cec d'un ull, però amb una gran intel·ligència i talent per a les finances. Casat amb Rosa Valls i Valls (1880-1922), fou pare, entre altres fills, de Carles de Godó i Valls, segon comte de Godó, que l'any 1965 instaurà un premi periodístic amb el seu nom, en ocasió del centenari del seu naixement.
Una plaça a Copons, localitat on Ramon Godó Lallana tenia una casa, s'anomenà en honor seu.